# Вострецовське сільське поселення
Вострецо́вське сільське поселення (рос. Вострецовское сельское поселение) — сільське поселення у складі Охотського району Хабаровського краю Росії.
Адміністративний центр та єдиний населений пункт — село Вострецово.

## Населення
Населення сільського поселення становить 354 особи (2019; 560 у 2010, 982 у 2002).